# Lutipri
Lutipri (en armenio: Լուտիպրի) fue un rey de Urartu del siglo IX a. C. Poco se conoce sobre él, excepto por ciertas inscripciones urarteas que lo catalogan como padre de Sardur I.
Parece haber gobernado entre 844 y 834 a. C, un periodo oscuro entre la destrucción de la antigua capital Arzashkun por Salmanasar III y antes de la fundación Tushpa, la nueva capital, por parte de Sarduri I.